# Christian Göbel (Sinologe)
Christian Göbel (* 25. Juni 1973 in Würzburg) ist ein deutscher Politikwissenschaftler und Sinologe.

## Leben
Von 1993 bis 1995 erwarb er die Zwischenprüfung Lehramt Anglistik, Politologie und Soziologie an der Friedrich-Alexander-Universität Erlangen-Nürnberg. Von 1995 bis 1996 studierte er Mandarinchinesisch an der Tamkang-Universität und von 1996 bis 1997 an der National Taiwan Normal University. Von 1998 bis 2002 erwarb er den Magister Artium Politikwissenschaft und Moderne Sinologie an der Ruprecht-Karls-Universität Heidelberg. Von 2003 an absolvierte er ein Promotionsstudium an der Universität Duisburg-Essen, das er 2008 mit dem Grad Dr. phil. (Bewertung: summa cum laude) abschloss. Von 2003 bis 2009 war er wissenschaftlicher Mitarbeiter Politikwissenschaft/Ostasienwissenschaften in Duisburg-Essen. Von 2009 bis 2011 war er Postdoctoral Research Fellow an der East and South-East Asian Studies an der Universität Lund. Von 2011 bis 2012 vertrat er die Professur Politik Ostasiens an der Universität Duisburg-Essen. Von 2012 bis 2013 war er Senior Lecturer für Politikwissenschaft in Lund; anschließend Juniorprofessor für Wirtschaft und Gesellschaft Chinas und Ostasiens in Heidelberg. Seit Februar 2013 ist er Professor für Sinologie mit sozialwissenschaftlicher Ausrichtung am Institut für Ostasienwissenschaften der Universität Wien.
Seine Forschungsschwerpunkte sind Reformpolitik und Politikinnovation in China, ländliche Politik in China, Chinas Innovationssystem und vergleichende Autokratieforschung, Schwerpunkt: Innovation und Autokratie.

## Schriften (Auswahl)
- Towards a Consolidated Democracy? Informal and Formal Institutions in Taiwan’s Political Process. 2001.
- The peasant’s rescue from the cadre? An institutional analysis of China’s rural tax and fee reform. Duisburg 2006.
- The politics of rural reform in China. State policy and village predicament in the early 2000s. London 2010, ISBN 0-415-55935-9.
- als Herausgeber mit Thomas Heberer: The politics of community building in urban China. Abingdon 2011, ISBN 978-0-415-59702-9.